# ELA-1
ELA- és una plataforma de llançament del Centre Spatial Guyanais a la Guaiana Francesa. S'ha utilitzat per donar suport als llançaments dels coets Europa, Ariane 1, 2 i 3, i actualment està reconstruït com una base de llançament per al futur Programa Vega. El nom és l'abreujament del francès Ensemble de Lancement Ariane 1, també conegut com a Ensemble de Lancement Vega, ELV i CECLES.

## Història

### Europa (CECLES)
L'ELA-1, llavors designat CECLES va ser construït com un lloc de llançament equatorial per al coet Europa-II que es construïa com a part del programa ELDO. Es va llançar per primera vegada el 5 de novembre de 1971. Aquest va ser l'únic vol de l'Europa-II, que va ser un fracàs a causa d'un problema d'orientació. El lloc de llançament va ser suspès i més tard demolit.

### Ariane (ELA)
Quan va començar el programa de l'Ariane 1, per reemplaçar el fallit programa ELDO, un lloc nou llançament va ser construït a l'emplaçament de l'antiga plataforma CECLES. Aquest va ser designat l'Ensemble de Lancement Ariane, o ELA més curt. El primer llançament de l'Ariane 1 va tenir lloc el 24 de desembre de 1979. L'ELA es va utilitzar també pels coets Ariane 2 i 3, que van volar per primera vegada el 31 de maig de 1986 i el 4 d'agost de 1984 respectivament. L'ELA va ser redesignat ELA-1 quan l'Ariane 4 va entrar en servei el 1988, perquè va ser llançar des d'una plataforma separada, designada ELA-2. L'Ariane 1 va ser retirat el 22 de febrer de 1986, l'Ariane 2 el 2 d'abril de 1989, i l'Ariane 3 el 12 de juliol de 1989. L'ELA va ser demolida més tard.

### Vega (ELV)
S'ha construït una nova plataforma de llançament a l'ELA-1 i designada Ensemble de Lancement Vega, o ELV, va ser construïda pel coet Vega. Vega va fer el seu primer llançament des del complex el 13 de febrer de 2012.

### Galeria

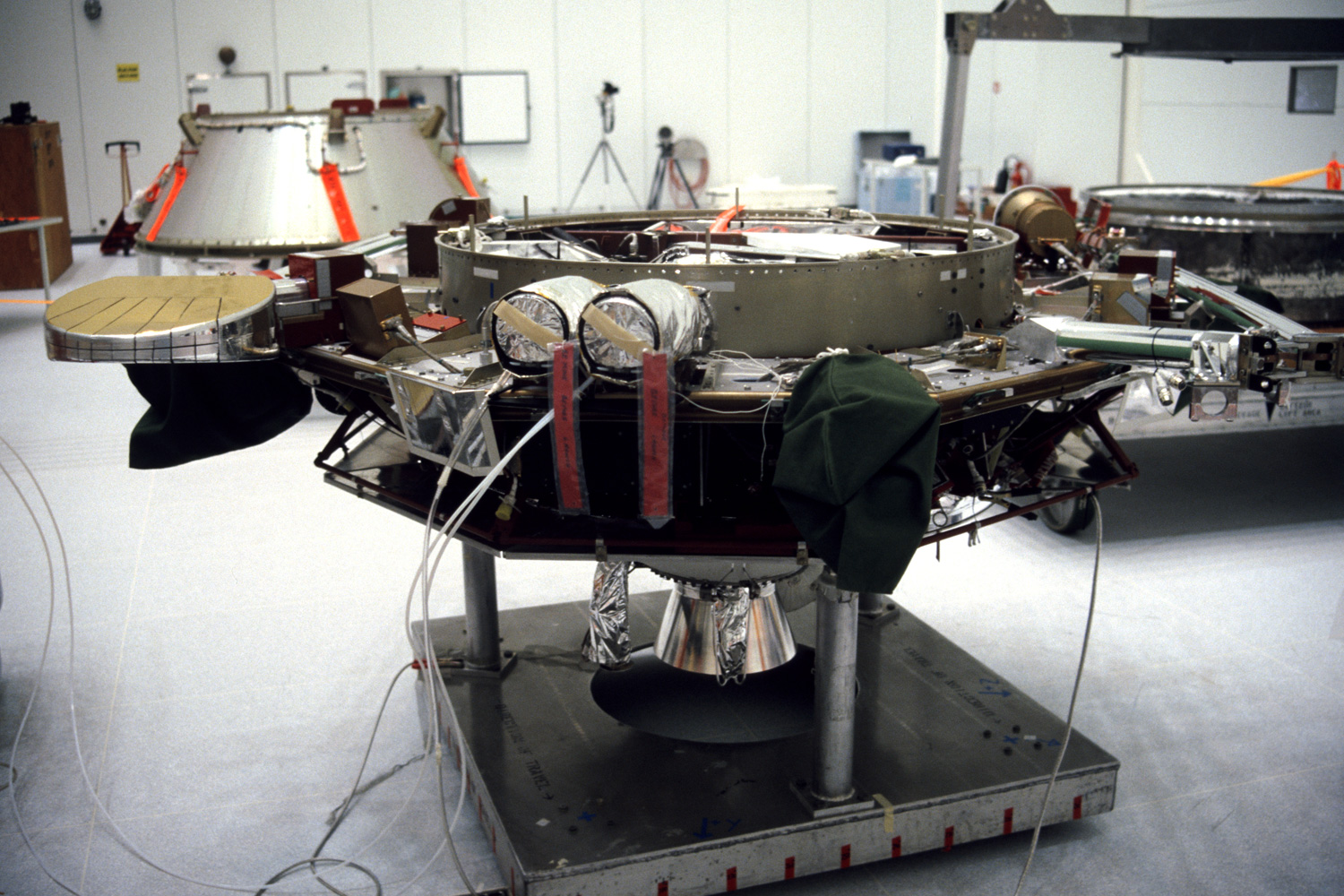
El satèl·lit Viking en curs de muntatge, que va ser preparat pel vol V16.
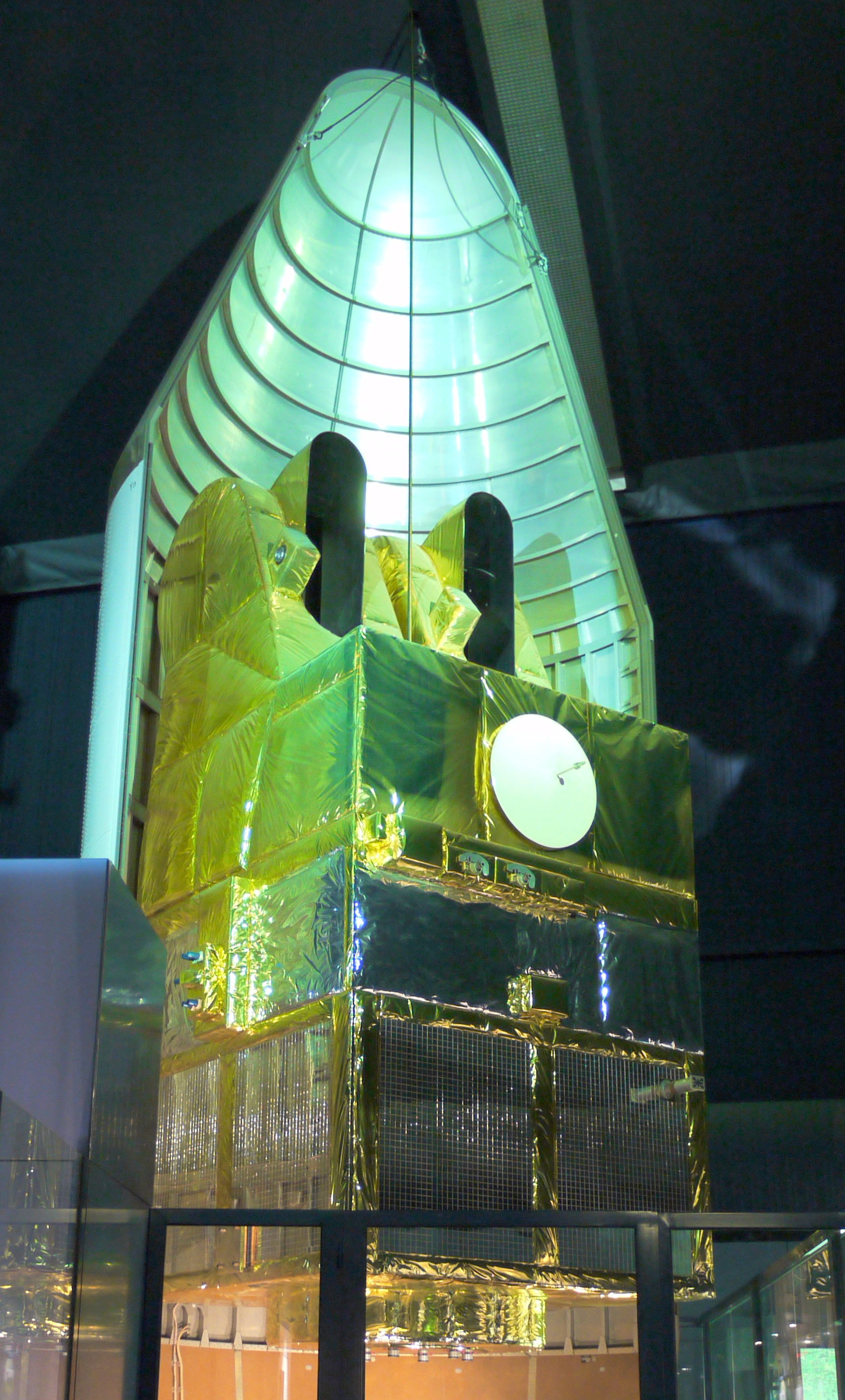
Spot 1 (V16)